# Neue Länder
Als neue Länder (auch neue Bundesländer, östliche oder ostdeutsche Bundesländer) werden die fünf Länder der Bundesrepublik Deutschland bezeichnet, die aufgrund des Ländereinführungsgesetzes vom 22. Juli 1990 auf Beschluss der Volkskammer der Deutschen Demokratischen Republik aus den 14 DDR-Bezirken (ohne Ost-Berlin) gebildet wurden. Der im Gesetz vorgesehene Termin des 14. Oktober 1990 wurde mit dem Einigungsvertrag auf den 3. Oktober vorgezogen, so dass die neuen Länder gleichzeitig mit der deutschen Einigung von 1990 entstanden sind.
Beim Beitritt der DDR zur Bundesrepublik Deutschland lebten in den neuen Ländern zuzüglich Ost-Berlins etwa 17 Millionen Einwohner. Die allgemeine demografische Entwicklung in Deutschland und die Abwanderung von mehr als zwei Millionen Menschen in die alten Länder verminderte diese Anzahl auf weniger als 15 Millionen.

## Bezeichnungen
Zu unterscheiden sind die Bezeichnungen ostdeutsche Länder (bzw. Ostdeutschland seit 1990) und Beitrittsgebiet, letzteres schließt begrifflich zwingend den Ostteil der Stadt Berlin ein, ebenso die 1993 an Niedersachsen gefallenen Gebiete von Mecklenburg-Vorpommern. Wesentlich häufiger, allerdings überwiegend umgangssprachlich, werden die fünf Länder zusammenfassend als Ostdeutschland bezeichnet, worunter zudem das gesamte Land Berlin oder teilweise nur das ehemalige Ost-Berlin fällt, und was durch gewandelten Sprachgebrauch einen annähernd neutralen Klang bekommen hat. Das Amt des Beauftragten der Bundesregierung für die Angelegenheiten der Neuen Länder wurde 2021 in Beauftragter der Bundesregierung für Ostdeutschland umbenannt.
Entsprechend ihrer Anzahl wurde neben dem juristischen Terminus „Beitrittsgebiet“ auch die Bezeichnung fünf neue Länder 1990 eingeführt, um jenen medial zu vermeiden. In den Jahren nach der Vereinigung oder Wende wurden diese Gebiete – zum Teil scherzhaft – mit folgenden Bezeichnungen versehen (bzw. bezeichneten sich auch selbst so): Neufünfland (eine Anspielung auf Neufundland), Fünfneuland, FNL, Beitrittsländer, Dunkeldeutschland, Ossiland oder Anschlussgebiet. Die beiden letztgenannten Begriffe umfassen auch Ost-Berlin. Als Gegenteil hierzu wurde das Gebiet der alten Bundesrepublik Altbundesländer oder scherzhaft gebrauchte Bundesländer genannt. 
Auch der Begriff Mitteldeutschland erfährt derzeit einen auflebenden Gebrauch – vor allem durch den Wunsch der Politiker in Sachsen und Thüringen, sich vom wirtschaftlich schwächeren Nordosten abzugrenzen. Insbesondere der Mitteldeutsche Rundfunk benutzt diese Bezeichnung, um das Sendegebiet (Sachsen, Sachsen-Anhalt und Thüringen) zusammenfassend zu bezeichnen. Der Begriff betont dabei meist einen (gedachten) Kulturraum und nicht die geographische Mitte Deutschlands.

## Die fünf neuen Bundesländer
Die neuen Länder sind
- Brandenburg (12),
- Mecklenburg-Vorpommern (13),
- Sachsen (14),
- Sachsen-Anhalt (15),
- Thüringen (16).

In Klammern steht der amtliche Regionalschlüssel des jeweiligen Landes.

### Sonderfall Berlin
Berlin war bereits vor 1990 ein Land (in Art. 23 GG a.F. und Art. 127 GG konkret als Groß-Berlin bezeichnet), das jedoch bis dahin nur aus West-Berlin bestand. Im Zuge der deutschen Wiedervereinigung wurde dieses Land um Ost-Berlin und West-Staaken erweitert. Gemäß Vier-Mächte-Abkommen war Berlin (West) zwar kein integraler Bestandteil der Bundesrepublik Deutschland und durfte von ihr nicht regiert werden, es wurde jedoch von dieser als Land betrachtet und mit einigen Einschränkungen (alliiertes Vorbehaltsrecht) auch so behandelt. Daher zählt Berlin nicht zu den neuen Ländern.
Bei Untersuchungen zur Entwicklung des Beitrittsgebietes nach der Wiedervereinigung wird das Gebiet des ehemaligen Ost-Berlins meist gesondert zu den fünf neuen Bundesländern betrachtet, insbesondere auch, da sich aufgrund der spezifischen urbanen Struktur und der Wiedervereinigung innerhalb der Stadt andere Herausforderungen ergaben.

## Geschichte
→ Hauptartikel zur Geschichte der neuen Länder vor 1945: Geschichte Deutschlands, Mecklenburg, Brandenburg, Berlin, Geschichte Berlins, Preußen, Geschichte Thüringens und Geschichte Sachsens

→ Hauptartikel zur Geschichte 1945–1990: Sowjetische Besatzungszone (SBZ), Geschichte der Deutschen Demokratischen Republik und Ost-Berlin

→ Hauptartikel zur Geschichte nach 1990: Ostdeutschland seit 1990

### Vorgeschichte

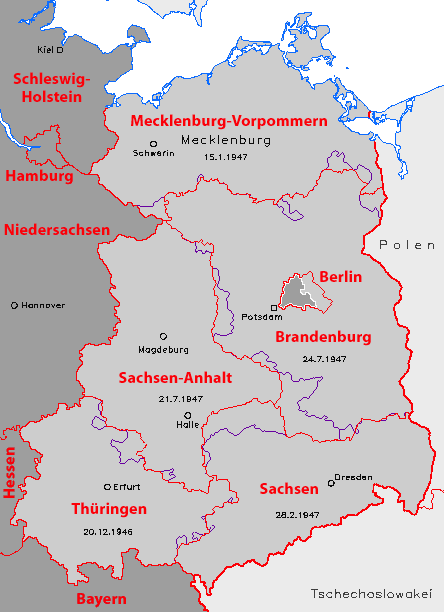
Die alten Länder in der SBZ und der frühen DDR (lila umrandet) im Vergleich zu den Ländern in ihren Grenzen (rot) bei deren Neugründung zum 3. Oktober 1990. Ost-Berlin war kein eigenes Land in der SBZ und gehörte auch 1990 nicht zu den fünf neuen Ländern.

Nach dem Zweiten Weltkrieg waren auf Anordnung der Sowjetischen Militäradministration in Deutschland Länder auf dem Gebiet der späteren DDR eingerichtet worden. Im Zuge der „weiteren Vervollkommnung des sozialistischen Verwaltungsaufbaus“, faktisch eine Abschaffung des Föderalismus und eine straffe Zentralisierung, wurde den Ländern am 23. Juli 1952 aufgetragen, ihre Aufgaben an 15 Bezirke und 217 Kreise abzugeben. Dabei wurden historisch gewachsene Strukturen zugunsten eines Zuschnitts der Bezirke nach ökonomischen und sicherheitspolitischen Gesichtspunkten beseitigt und die Länder somit faktisch aufgelöst.

### Neubildungsprozess der Länder 1990

#### Anzahl und grober Zuschnitt der neuen Länder
Im Laufe der friedlichen Revolution in der DDR kam, insbesondere in den Gebieten Sachsens und Thüringens, eine Art Heimatgefühl auf und damit einhergehend auch Forderungen, diese Länder wiederzuerrichten. In den Staaten fand man eine gemeinsame Identität und ein neues Selbstverständnis. Die Regierung Modrow reagierte darauf im Dezember 1989 mit der Einrichtung einer Kommission zur „Verwaltungsreform“, einer Expertengruppe von DDR-Staatsrechtlern, Wirtschaftswissenschaftlern und Soziologen. Sie verstand dies eher als ein Auflehnen gegen den Zentralismus, so wurde an eine Bildung von Ländern mit eigenen hoheitlichen Befugnissen zunächst nicht gedacht.
Die nach der ersten freien Volkskammerwahl vom 18. März 1990 gebildete Regierung unter Ministerpräsident Lothar de Maizière setzte sich als Ziel die Auflösung der bisherigen zentralistischen Struktur mit den Bezirken zugunsten einer föderalen Struktur mit Ländern, nicht zuletzt weil die Existenz solcher Strukturen Grundvoraussetzung für den Beitritt zur Bundesrepublik war. Die Expertenkommission empfahl eine Diskussion in den Medien, um die Bürger stärker mit einzubeziehen; so kam das Thema an die Öffentlichkeit. Die Meinungen gingen dabei stark auseinander; es gab Vorschläge von zwei bis elf Ländern, die geschichtlich begründet wurden, ein Großteil davon erwiesen sich jedoch als nicht überlebensfähig oder kommunalpolitisch nicht umsetzbar, wie beispielsweise ein Land Lausitz oder (Vor-)Pommern.
Unabhängig von der öffentlichen Debatte entwarf die Expertenkommission erste eigene Vorschläge. Kriterien waren dabei vor allem die wirtschaftliche Überlebensfähigkeit, aber auch der Bezug auf eine historische Identität. Zunächst plante man mit einem „starken“ Sachsen unter Einschluss Thüringens und einem „starken“ Brandenburg. Der erste konkrete Vorschlag (A), ein Zwei-Länder-Modell, war nicht öffentlich und wurde bereits in der ersten Debatte im Ministerrat abgewählt. Die Trennung wäre hierbei durch eine Ost-West-Linie nördlich von Magdeburg und südlich von Berlin und Frankfurt/Oder erfolgt.
Im April 1990 folgten zwei neue Vorschläge der Expertenkommission mit jeweils vier Ländern. Vorschlag B sah ein Thüringen ähnlich dem heutigen vor, ein Sachsen unter Einschluss des Südteils des heutigen Sachsen-Anhalts (Trennung in Anlehnung an das historische Sachsen vor 1815 auf Höhe Dessau/Köthen/Quedlinburg) und ein Brandenburg mit dem nördlichen Sachsen-Anhalt sowie ein Mecklenburg(-Vorpommern), ähnlich dem heutigen. Vorschlag C glich im Wesentlichen Variante B, nur dass die Trennlinie im heutigen Sachsen-Anhalt nördlich von Magdeburg gezogen wurde, womit die Altmark Brandenburg zugeordnet worden wäre und Magdeburg mit Umland Sachsen. In beiden Varianten sollten die Randgebiete jeweils näher untersucht und danach über eine Zugehörigkeit entschieden werden. Alle diese Vorschläge basierten auf den DDR-Bezirken und gingen davon aus, die neuen Länder durch deren Zusammenführung bilden zu können. Durch diese Herangehensweise entstanden insbesondere im heutigen Sachsen-Anhalt Kollisionen. Aufgrund dessen stießen diese Vorschläge in einer Besprechung mit den Bezirksführungen auf heftigen Widerstand der Bezirke Halle und Magdeburg, so wurden auch die Vier-Länder-Varianten verworfen, obwohl sie bereits die Zustimmung aller Minister hatten.
Innerhalb von wenigen Tagen arbeitete man die Vorlage dann zu einer Fünf-Länder-Variante um. Dabei orientierte man sich, wie bisher, an den Bezirksgrenzen, aber auch an den Ländern, die bereits bis 1952 in der DDR existiert hatten. So entstand aus den Gebieten, die man bisher unter Sachsen und Brandenburg aufteilen wollte das Land Sachsen-Anhalt. Dieses Modell wurde von der Regierung bestätigt, auch um sich fortan mehr auf das schnelle Erreichen der Deutschen Einheit und weniger auf zermürbende Gebietsdiskussionen konzentrieren zu können, obwohl diese Variante teilweise für ökonomisch nicht überlebensfähig gehalten wurde. Im Mai 1990 ging dieser Kompromiss dann durch die Volkskammer. Nachfolgend wurden kleine „Gebietskämpfe“ an den bisher nur vorbehaltlich grob gezogenen Grenzen entfacht.

#### Strittige Randgebiete und Fertigstellung
Hoch strittig war die Situation von 15 Kreisen, „Krawallgebiete“ genannt, diese lagen in den Grenzregionen und waren auf Anhieb nicht eindeutig zuzuordnen. Um deren Status zu klären, entschied man sich am 2. Mai 1990 zunächst, dort Volksabstimmungen über die künftige Landeszugehörigkeit durchführen zu lassen. Am 6. Juni wandelte die Regierung die verbindlichen Volksentscheide jedoch in nicht-bindende Bürgerbefragungen mit rein empfehlender Wirkung um, um die bei den Kommunalwahlen am 6. Mai neu und erstmals frei gewählten Kreistage nicht zu übergehen. Von da an hatten diese die Entscheidungsgewalt über die Landeszugehörigkeit der „Krawallgebiete“ inne.
Nachdem Versuche seitens der Regierung die im Länderneubildungsprozess hinderlichen Bezirkstage zur Selbstauflösung zu bewegen gescheitert waren, löste die Volkskammer die Bezirkstage am 31. Mai mit sofortiger Wirkung auf. Die Bezirksverwaltungen blieben allerdings erhalten, um Wirtschaft und Verkehr sowie Ver- und Entsorgung aufrechtzuerhalten.
Am 22. Juli 1990 wurde der Gesetzesentwurf des Ländereinführungsgesetzes, an dem bis zuletzt gearbeitet wurde, nun der Volkskammer vorgelegt, die es am selben Tag verabschiedete. Wenige Tage zuvor waren die Bürgerbefragungen in den strittigen Kreisen ausgezählt und den Kreistagen vorgelegt worden, die auf Grundlage dessen über die Länderzugehörigkeit entschieden. Die Umwandlung der Volksentscheide zu Bürgerbefragungen führte in drei Fällen (Kreise Altenburg, Bad Liebenwerda und Senftenberg) dazu, dass die Kreistage entgegen dem Bürgervotum entschieden.
Als erster Ansatz zur Schaffung von Länderstrukturen wurden am 3. August 1990 durch Regierungschef Lothar de Maizière „Landessprecher“ kommissarisch eingesetzt, die jeweils eines der vorgesehenen Länder, ähnlich wie ein Ministerpräsident, vertreten sollten. Dies geschah teils mit politischer Kontroverse unter den Bezirken, besonders im künftigen Land Sachsen-Anhalt. Auch das Bundeskanzleramt nahm Einfluss auf die Personalien, denn die Landessprecher dienten als Verhandlungspartner für den Beitritt der neuen Länder.
Mit dem Ländereinführungsgesetz wurden die Länder unmittelbar zur Wiedervereinigung am 3. Oktober 1990 schließlich rekonstituiert, allerdings weder in den Grenzen von 1952 noch in denen der Bezirke der DDR.

#### Grenzänderungen nach der Wiedervereinigung
Das östlich der Elbe gelegene damalige Amt Neuhaus sowie die Ortsteile Neu Bleckede, Neu Wendischthun und Stiepelse der Gemeinde Teldau im seit 1992 bestehenden Amt Boizenburg-Land (Landkreis Ludwigslust) wechselten am 30. Juni 1993 vom mecklenburg-vorpommerschen (bzw. bis 1990 Schweriner) Landkreis Hagenow zum niedersächsischen Landkreis Lüneburg und liegen somit heute in einem der alten Länder. Neu Bleckede und Neu Wendischthun bilden heute den Ortsteil Bleckede-Wendischthun der Stadt Bleckede, die anderen Gemeinden schlossen sich am 1. Oktober 1993 zur Gemeinde Amt Neuhaus zusammen. Diese Grenzänderungen haben keine Auswirkungen auf den weiterhin verwendeten Begriff des Beitrittsgebiets, das demnach auch die rechtselbischen Gebiete in Niedersachsen umfasst.

### Neuaufbau der Länder- und Kommunalverwaltungen nach 1990

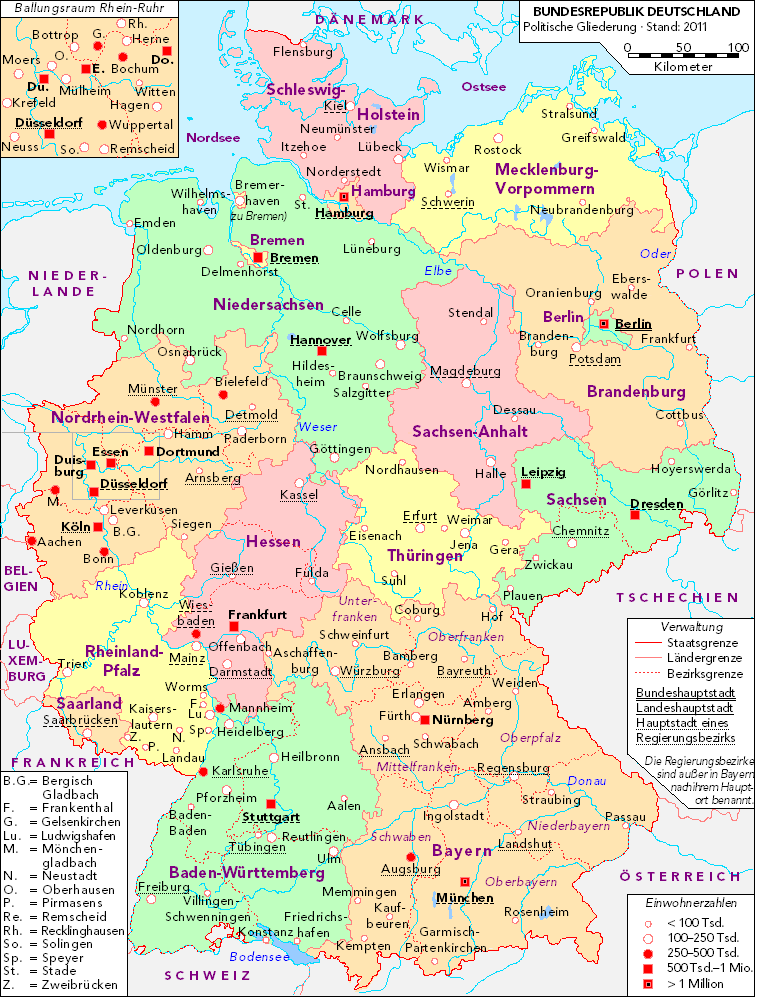
Die deutschen Länder seit 1993

Da die Länder mit der Vereinigung Deutschlands neu zu errichten waren, mussten ihre öffentliche Verwaltung von Grund auf neu aufgebaut und mit dem System der Bundesrepublik in Einklang gebracht werden. Nach Art. 15 Abs. 3 des Einigungsvertrages konnten bis zum 30. Juni 1991 die westdeutschen Länder und der Bund Aufgaben der neuen Länder bearbeiten, solange sie selbst dazu noch nicht in der Lage waren. Im Rahmen der „Länderprogramme zum Verwaltungsaufbau in den neuen Ländern“ schlossen die neuen Bundesländer sogenannte „Verwaltungshilfeverträge“ mit Bundesländern aus dem Westen. Diese sollten sie beim Aufbau der Verwaltung nach westdeutschem Muster begleiten und unterstützen, beispielsweise mit der Ausbildung oder auch Überlassung von Personal. Auch wurden Partnerschaften zwischen Städten der Vertragspartner abgeschlossen, um die Verwaltungsumstrukturierung auch auf der kommunalen Ebene besser umzusetzen.
Dabei ergaben sich die folgenden Verwaltungshilfe-Paarungen:
| Neues Land             | Westdeutsche Verwaltungshilfepartner |
| ---------------------- | ------------------------------------ |
| Brandenburg            | Nordrhein-Westfalen                  |
| Mecklenburg-Vorpommern | Bremen, Hamburg, Schleswig-Holstein  |
| Sachsen                | Baden-Württemberg, Bayern            |
| Sachsen-Anhalt         | Niedersachsen                        |
| Thüringen              | Bayern, Hessen, Rheinland-Pfalz      |

Grundlage dieser Verwaltungshilfe sollten vor allem Partnerschaften auf kommunaler Ebene über die inzwischen in den 1980er Jahren entstandenen Städtepartnerschaften spielen. In der Praxis übernahmen diese Rolle vor allem die westdeutschen Landesverwaltungen, da es hier vorrangig um die Kostenübernahme dieser Verwaltungshilfe ging. Verwaltungshilfevereinbarungen wurden von diesen vornherein mit den neu gebildeten ostdeutschen Ländern getroffen, die wenigen kommunalen Vereinbarungen betrafen daher nur einzelne Personen.
Viele Organisationen der DDR wie die Pionierorganisation, AdW der DDR und die Gesellschaft für Sport und Technik sind nach 1990 ganz aufgelöst worden oder wurden Teil einer nunmehr bundesweiten Organisation, die ihre Grundlage in den westdeutschen Ländern hatte, wie zum Beispiel die DDR-Blockparteien CDU und DBD, beide in die Gesamt-CDU übergegangen, sowie die NDPD und die LDPD, die wiederum beide in der (gesamtdeutschen) FDP aufgegangen sind.

#### Westdeutsche Aufbauhilfe
Vor allem in der Anfangszeit war das Engagement der westdeutschen Partner recht unterschiedlich. Während Hessen, Bayern, Rheinland-Pfalz und Baden-Württemberg sich zügig um einen effizienten Verwaltungsaufbau in den südlichen Ländern Thüringen und Sachsen bemühten, zeigten Niedersachsen in Sachsen-Anhalt und Schleswig-Holstein in Mecklenburg-Vorpommern – in der Hoffnung auf die Initiative der eigenen Kommunen – zunächst nur geringe Anstrengungen. In Thüringen kam es hingegen zu Koordinationsschwierigkeiten zwischen Bayern, Hessen und Rheinland-Pfalz. Dies war vor allem hinsichtlich des Kommunalaufbaus bedingt, da Bayern und Hessen z. B. ausgeprägt andere Kommunalverwaltungsmodelle verfolgten.
Zwischen 1990 und 1995 wurden ca. 35.000 westdeutsche Beamte und Verwaltungsangestellte in den neuen Ländern zur Errichtung der dortigen Verwaltungen eingesetzt.
Westdeutsche Politiker wie Kurt Biedenkopf und Bernhard Vogel waren in den 1990er/2000er Jahren in den ostdeutschen Ländern als Ministerpräsidenten gewählt worden und andere wie Lothar Späth waren in der Wirtschaft (Jenoptik AG) aktiv.

#### Regionalkonferenz der Regierungschefs der ostdeutschen Länder
Die ostdeutschen Bundesländer haben – ausgenommen die Regionalkonferenz der Regierungschefs der ostdeutschen Länder (MPK-Ost) – keine gemeinsame staatliche oder öffentliche Vertretung.

## Bevölkerung

### Allgemeines
Die demografische Situation wird in den neuen Ländern für viele Regionen als schlecht eingestuft. Faktoren sind dafür unter anderem die Abwanderung junger Menschen aus den ländlichen Regionen und die steigende Lebenserwartung, wodurch das Verhältnis der Altersgruppen sich weiter nach oben verschiebt. Im Jahr 2017 verzeichneten die ostdeutschen Länder zum ersten Mal seit der Wiedervereinigung einen Zuwanderungsgewinn durch Binnenwanderung. Während 2001 noch mehr als 190.000 Menschen aus dem Osten Richtung alte Länder gezogen waren, waren es im Jahr 2017 weniger als 90.000. Im gleichen Zeitraum siedelten rund 94.000 Menschen in die neuen Länder über.
Die zu Beginn der 1990er Jahre in den neuen Ländern zunächst auf die Hälfte zurückgegangene Geburtenziffer (oft auch als Geburtenrate bezeichnet) war im Jahr 2017 mit 1,61 geringfügig höher als in den alten Ländern mit 1,58. Dies trägt in einigen Regionen zu einer relativen demografischen Stabilisierung bei.
Als besonders problematisch kennzeichnet eine Bertelsmann-Studie die demografische Situation in der Lausitz, in Ostbrandenburg, im Osten Mecklenburg-Vorpommerns und in der Mitte Sachsen-Anhalts (zwischen Magdeburg, Halle, Dessau-Roßlau und Halberstadt. Sie prognostizierte zum Beispiel für Hoyerswerda bis 2020 einen Bevölkerungsrückgang von 48 %). Andererseits gibt es einige Gebiete, die nur geringe Bevölkerungsverluste zu verzeichnen haben, dazu zählen Teile Thüringens und Sachsens sowie die westlichen Teile Mecklenburg-Vorpommerns (um Wismar und Schwerin). Einige Ballungsräume können in den letzten Jahren sogar wieder Bevölkerungszuwächse verzeichnen, dazu zählen zum Beispiel alle Gebiete rings um Berlin, insbesondere die Stadt Potsdam, die zu den am schnellsten wachsenden Großstädten Deutschlands gehört, außerdem wachsen noch die Ballungsräume um Leipzig, Dresden und Erfurt-Weimar-Jena. Stabilisiert haben sich auch die Regionen um Magdeburg und Rostock.

### Größte Städte
| Stadt                    | Land                   | Einwohner  | Einwohner  | Einwohner  | Einwohner  |
| Stadt                    | Land                   | 31.12.1988 | 31.12.2000 | 31.12.2010 | 31.12.2020 |
| ------------------------ | ---------------------- | ---------- | ---------- | ---------- | ---------- |
| Leipzig                  | Sachsen                | 545.307    | 493.208    | 522.883    | 597.493    |
| Dresden                  | Sachsen                | 518.057    | 477.807    | 523.058    | 556.227    |
| Chemnitz                 | Sachsen                | 311.765    | 259.246    | 243.248    | 244.401    |
| Halle (Saale)            | Sachsen-Anhalt         | ≈330.000 a | 247.736    | 232.963    | 237.865    |
| Magdeburg                | Sachsen-Anhalt         | 290.579    | 231.450    | 231.525    | 235.775    |
| Erfurt                   | Thüringen              | 220.016    | 200.564    | 204.994    | 213.692    |
| Rostock                  | Mecklenburg-Vorpommern | 253.990    | 200.506    | 202.735    | 209.061    |
| Potsdam                  | Brandenburg            | 142.862    | 129.324    | 156.906    | 182.112    |
| Jena                     | Thüringen              | 108.010    | 99.893     | 105.129    | 110.731    |
| Cottbus                  | Brandenburg            | 128.639    | 108.491    | 102.091    | 98.693     |
| Schwerin                 | Mecklenburg-Vorpommern | 130.685    | 101.267    | 95.220     | 95.609     |
| Gera                     | Thüringen              | 134.834    | 112.835    | 99.262     | 92.126     |
| Zwickau                  | Sachsen                | 121.749    | 103.008    | 93.750     | 87.516     |
| Dessau-Roßlau            | Sachsen-Anhalt         | 103.867    | 83.153     | 86.906     | 79.354     |
| Brandenburg an der Havel | Brandenburg            | 94.872     | 77.516     | 71.778     | 72.040     |
| Weimar                   | Thüringen              | 63.412     | 62.425     | 65.479     | 65.098     |
| Plauen                   | Sachsen                | 77.593     | 71.543     | 66.098     | 64.014     |
| Neubrandenburg           | Mecklenburg-Vorpommern | 90.471     | 73.318     | 65.282     | 63.372     |
| Greifswald               | Mecklenburg-Vorpommern | 68.597     | 54.236     | 54.610     | 59.282     |
| Stralsund                | Mecklenburg-Vorpommern | 75.498     | 60.663     | 57.670     | 59.205     |
| Frankfurt (Oder)         | Brandenburg            | 87.863     | 72.131     | 60.330     | 57.051     |
| Görlitz                  | Sachsen                | 77.609     | 61.599     | 55.596     | 55.784     |

## Wirtschaft
Die neuen Länder sollten mit umfassenden Fördermitteln aus dem Aufbau Ost, vor allem dem Fonds Deutsche Einheit und den Solidarpakten, in ihrer Wirtschaft unterstützt werden. Das reale Bruttoinlandsprodukt stieg von 1991 bis 2001 um 35 % an, das reale Bruttoinlandsprodukt pro Einwohner um 43 %.
Nach 1990 erhöhte sich die Arbeitslosigkeit in den neuen Ländern stark und war zeitweise im Durchschnitt etwa doppelt so hoch wie in Westdeutschland. Große Teile der Industrie wurden nach 1990 abgewickelt, also geschlossen oder privatisiert, teilweise saniert und verkauft, womit die Treuhandanstalt beauftragt worden war. Auch in den Betrieben, die noch bestehen blieben, wurde die Zahl der Mitarbeiter zumeist erheblich gesenkt. Von 2005 bis 2018 hat sich die Arbeitslosenquote von 18,7 auf 6,5 Prozent reduziert und unterscheidet sich damit kaum noch vom gesamtdeutschen Niveau.
Nach dem Beitritt der DDR zum Bundesgebiet sank die Industrieproduktion der Neuen Länder innerhalb weniger Jahre drastisch, wächst aber seit dem Tiefpunkt Anfang der 1990er Jahre wieder stetig und mit zum Teil deutlich höheren Wachstumsraten als in den alten Bundesländern; gleichwohl liegt der Anteil der Wertschöpfung in der Industrie an der gesamten Wertschöpfung noch immer unter dem Niveau der alten Länder. Fast 100 % des ehemaligen Volkseigentums wurden privatisiert und 95 % davon gelangten in den Besitz von Eigentümern außerhalb der neuen Länder. Das Leistungsbilanzdefizit der neuen Länder – das heißt der Importüberschuss gegenüber dem Export – beträgt 2003 rund 100 Milliarden Euro. Der durchschnittliche Gewinn, den die alten Länder seit dem Beitritt in den neuen Ländern erzielten („Vereinigungsgewinn“), beträgt nach Angaben des Statistischen Bundesamts rund 100 Milliarden Euro pro Jahr, also bis 2003 etwa 1.300 Milliarden Euro. Das Wirtschaftswachstum lag im Zeitraum zwischen 2001 und 2006 etwa 0,2 % über dem der alten Länder. Die neuen Länder sind zu führenden Erzeugern von erneuerbaren Energien aufgestiegen, mit dem Ergebnis, dass sich heute drei von ihnen unter den fünf größten Erzeugerländern für regenerativen Strom befinden.
Die Preise für Wirtschafts- und Konsumgüter haben sich seit der Bildung der neuen Länder zumeist erhöht, teilweise sogar drastisch um das etwa fünf- bis zehnfache wie die Mieten, die Versicherungen, die öffentlichen Verkehrsmittel, für Restaurantbesuche und für Handwerker und Dienstleistungen. In den 1990er Jahren wurden fast alle Haushalte mit Telefonanschlüssen ausgestattet.
Im Jahr 2017 lag die Wirtschaftskraft in Ostdeutschland (das BIP je Einwohner) bei 73,2 Prozent des westdeutschen Niveaus. Im Jahr 1990 hatte das BIP je Einwohner noch bei 38,7 % der westdeutschen Werte gelegen.
Im Zukunftsatlas werden Demografie, soziale Lage, Arbeitsmarkt und Wettbewerbs- sowie Innovationsfähigkeit aller deutschen Regionen bewertet. Viele ostdeutsche Regionen werden als mit starken Zukunftsrisiken behaftet eingestuft. Jedoch haben sich seit Einführung des Rankings 61 von 76 Regionen des Ostens in der Bewertung verbessert. Regionen und Städte, welche sich laut Zukunftsatlas besonders verbessert haben, sind u. a. Leipzig, Erfurt, der Landkreis Dahme-Spreewald, Weimar, Gotha und Dresden.
In vielen Städten der neuen Länder standen nach Abwanderung viele Wohnungen leer – trotz Abriss und Rückbau. Dieser Trend kehrt sich aber in den großen Städten und Universitätsstädten seit 2012 um. Städte wie Dresden und Leipzig in Sachsen, Jena und Erfurt in Thüringen sowie Magdeburg und Halle (Saale) in Sachsen-Anhalt wachsen durch Zuwanderung aus dem Umland und durch einen Geburtenüberschuss wieder. Mit dem Wachstum der Bevölkerung siedeln sich wieder vermehrt große Unternehmen in diesen Gegenden an, wodurch sich die Lage am Arbeitsmarkt deutlich entspannt. Dadurch kommt es gerade in den großen Ballungsräumen nach jahrzehntelangem Leerstand und dem Rückbau von Wohnungen zu einer regelrechten Wohnungsnot, was einen neuen Bauboom hervorgerufen hat.

## Verkehr

Verkehrsprojekte Deutsche Einheit

Die Verkehrsinfrastruktur auf dem Gebiet der ehemaligen DDR befand sich bei der Wiedervereinigung in schlechtem Zustand. Durch mangelnde Investitionen waren die Straßen und Gleisanlagen vielerorts verschlissen und auch in ihrem Umfang für den sich entwickelnden Transport- und Individualverkehr nicht mehr ausreichend. In den 1990er Jahren wurde daher viel Geld in den Ausbau der Verkehrswege zur Verbindung zwischen den alten und neuen Ländern investiert. So wurden im Rahmen der Verkehrsprojekte Deutsche Einheit verschiedene Hochgeschwindigkeitsbahntrassen gebaut und erneuert, um die Reisezeiten und den Güterverkehr zu verbessern.
Gleichzeitig wurde die Anzahl der in den neuen Ländern verkehrenden Bahn- und Busverbindungen zum Teil erheblich verringert, etliche Bahnlinien (insbesondere Nebenstrecken) und kleinere Bahnhöfe wurden geschlossen. Die Bus- und Bahnbenutzung ist stark zurückgegangen, im Gegenzug dazu stieg der Individualverkehr an. Der Kraftfahrzeugbestand je Haushalt ist in den Jahren nach der Wiedervereinigung durchgehend angestiegen (1988: Bundesrepublik 61 %, DDR 55 %; 1998: alte Länder 76 %, neue Länder 71 %).
In der DDR wurden nur wenige Neubauprojekte für Autobahnverbindungen realisiert. Es bestand bis 1989 größtenteils noch aus dem Netz der ehemaligen Reichsautobahnen. Seit 1990 wurden daher neue Autobahnen gebaut und bestehende ausgebaut. Bedeutende Bauprojekte waren unter anderem der Neubau der A 20 zwischen Lübeck und Stettin, der A 14 zwischen Magdeburg und Halle und der Vollendung der A 4 zwischen Bautzen und Görlitz als Transitstrecke nach Polen sowie der Ausbau der A 2.

## Politik

Die Linke 2009

AfD 2017

In den neuen Bundesländern gibt es ein anderes Wählerverhalten als in den alten, insbesondere erhielt hier Die Linke bei den Kommunal- und Landtagswahlen im Durchschnitt deutlich höhere Prozentzahlen als im Westen. CDU, SPD, Grüne und FDP erhielten hingegen zumeist etwas geringere Wahlergebnisse als in Westdeutschland. Bündnis 90/Die Grünen waren nur von 2011 bis 2016 in allen neuen Ländern in den Parlamenten vertreten. Insgesamt ist eine geringere traditionelle Parteibindung und damit verbundene höhere Bereitschaft zum Wechselwählen zu beobachten.
Nach einer Studie der Friedrich-Schiller-Universität Jena von 2003 stimmten 23 % der Bevölkerung in Thüringen für eine Rückkehr zum Sozialismus, 58 % beurteilten die DDR mehr positiv als negativ. In einer Umfrage von 2007 stimmten noch 18 % der Bevölkerung in den neuen Ländern für die Rückkehr. Nach einer Umfrage aus dem Jahr 2009 waren 57 % der dortigen Bevölkerung der Meinung, die DDR habe mehr gute als schlechte Seiten gehabt; 8 % stimmten überdies der Aussage zu, dass man in der DDR „glücklicher“ gewesen sei als heute.
Ostdeutschland ist in jüngerer Vergangenheit Ausgangsbasis für rechtspopulistische Protestbewegungen wie etwa PEGIDA in Dresden. Die Alternative für Deutschland (AfD) konnte seit 2014 in alle ostdeutschen Landesparlamente und das Berliner Abgeordnetenhaus mit mehrheitlich zweistelligen Ergebnissen einziehen. Neben Stimmengewinnen von CDU, FDP, NPD sowie einer breiten Mobilisierung von Nichtwählern profitiert die AfD dabei auch von Wählerwanderungen aus dem Lager der politischen Linken.

## Wissenschaft
Viele Wissenschaftler der DDR und Mitglieder der aufgelösten Akademie der Wissenschaften der DDR organisierten sich nach Entstehung der neuen Länder in der Leibniz-Sozietät. Einige nach der Wende weitergeführte Institute der DDR sind Mitglied der Leibniz-Gemeinschaft; die meisten wurden jedoch von den Landesregierungen, von der Treuhand-Gesellschaft oder vom Bund geschlossen. Allerdings entstanden nach 1990 auch zahlreiche neue Forschungsinstitute, zum Beispiel der Fraunhofer- und der Max-Planck-Gesellschaft. Auch wurden neue Universitäten gegründet, beispielsweise die Brandenburgische Technische Universität Cottbus und die Universität Erfurt (siehe Liste der Hochschulen in Deutschland).

## Kultur

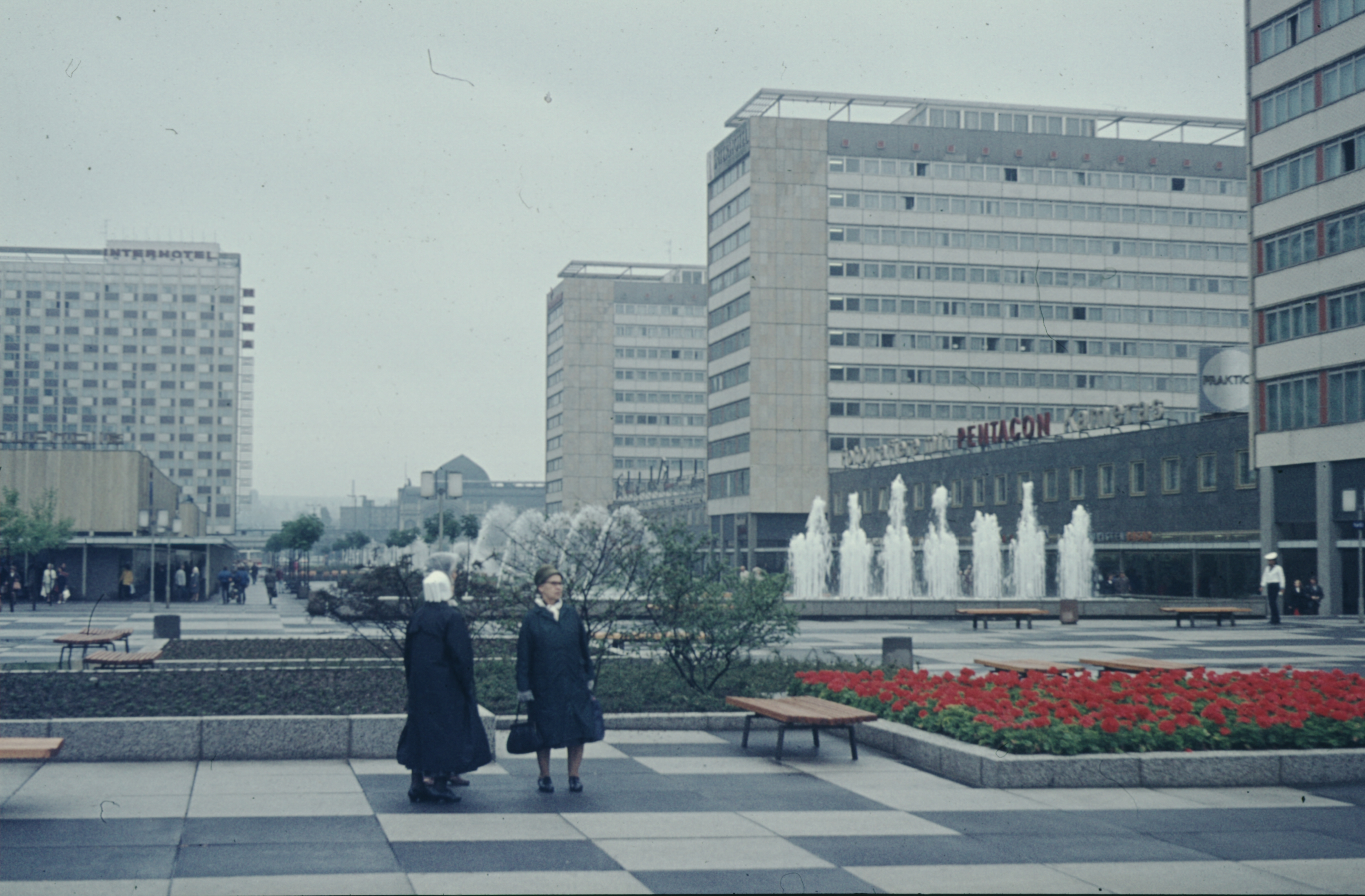
Plattenbauten in der Prager Straße in Dresden (1973)

Aus Geldmangel und zur schnellen Schaffung von Wohnraum hatte man in der DDR hauptsächlich Plattenbauten errichtet. Die alten Städte und Gebäude verfielen. Anders als in Westdeutschland wurden die Altbauten aber nicht abgerissen, was Binz, Blankenburg (Harz), Erfurt, Görlitz, Greifswald, Güstrow, Halberstadt, Halle (Saale), Kühlungsborn, Ludwigslust, Meiningen, Meißen, Naumburg (Saale), Pirna, Potsdam, Quedlinburg, Schwerin, Stendal, Stralsund, Weimar, Wernigerode, Wismar, Zeitz und andere Städte heute zu erneuerten Juwelen deutscher Städtearchitektur macht. Eine Vielzahl bedeutender Kulturstätten – u. a. Wörlitzer Park, Dornburger Schlösser, Fürst-Pückler-Park Bad Muskau – wurden seit 1990 restauriert, einige auch in das UNESCO-Weltkulturerbe aufgenommen. Weimar war 1999 Kulturhauptstadt Europas; Chemnitz folgte im Jahr 2025. Die angespannte Haushaltslage der Länder bewirkte allerdings auch, dass immer wieder Museen, Theater und Orchester in kleineren Städten geschlossen werden mussten.

## Umweltschutz
Seit 1990 wurde der Umweltschutz in den neuen Ländern deutlich verbessert. Dies betrifft insbesondere die Renaturierung von Tagebauflächen (Braunkohle, Wismut) sowie die Verbesserung der Luft- und Wasserqualität durch Einsatz moderner Filtertechnologien.

## Medien
Viele Verlage, Zeitungen und Zeitschriften der DDR sind in den neuen Ländern geschlossen bzw. eingestellt worden. Einige jedoch gibt es noch oder erneut wie den Aufbau-Verlag, die Zeitschriften Melodie und Rhythmus, FRÖSI oder Das Magazin (siehe dazu die Liste von Zeitungen und Zeitschriften in der DDR) sowie die Tageszeitung Neues Deutschland. Die meisten Bezirkszeitungen der DDR wurden teilweise unter anderem Namen von westdeutschen Verlagsketten wie der Funke Mediengruppe übernommen und weitergeführt. Sie decken heute meist das Feld der Regional- und Lokalpresse ab.
In den neuen Ländern haben die Fernsehsender des Mitteldeutschen Rundfunks und des aus dem Berliner SFB und Brandenburger ORB entstandenen Rundfunks Berlin-Brandenburg sowie diverse regionale und überregionale Radiosender wie Radio Brocken ihren Sitz. Als überregionale in den neuen Ländern gedruckte und auch überwiegend dort gekaufte Tageszeitungen sind die ehemaligen SED- bzw. FDJ-Organe Neues Deutschland und Junge Welt zu nennen, als Zeitschriften Superillu, Funkamateur, Eulenspiegel, Bummi, Mosaik, Guter Rat, Fliegerrevue, Auto Straßenverkehr (früher Der Deutsche Straßenverkehr), Die Weltbühne (heute Das Blättchen und Ossietzky), Die Sterne (heute mit Sterne und Weltraum vereinigt), der Troll, die Wochenpost (2002 eingestellt), Visier, Astronomische Nachrichten. Zeitschriftenneugründungen gab es nach der Wende kaum: Unsere Illustrierte (Bauer Verlag), Gute Idee, Spiesser, Katapult.

## Gesundheit
Einige Polikliniken sowie verschiedene Krankenhäuser, vor allem in kleineren Städten, wurden bis Ende 1991 geschlossen. Die Zahl niedergelassener Ärzte nahm zu. In jüngerer Zeit ist aber, wie in ganz Deutschland, wieder eine gegenläufige Tendenz mit Bildung von großen Gesundheits- und Medizinischen Versorgungszentren zu beobachten, was oft zu Lasten der wohnortnahen ärztlichen Versorgung im ländlichen Raum geht (Landarztmangel).

## Anteil der Unabhängigkeitsbefürworter in den deutschen Ländern
Laut einer repräsentativen YouGov-Umfrage mit 2067 Teilnehmern aus dem Jahr 2017 stimmen zwischen 8 und 32 Prozent der Bürger der Aussage eher zu, dass ihr jeweiliges Bundesland unabhängig von Deutschland sein sollte:
| Rang | Land                   | eher Zustimmung |
| ---- | ---------------------- | --------------- |
| 1.   | Thüringen              | 22 %            |
| 2.   | Sachsen                | 21 %            |
| 3.   | Mecklenburg-Vorpommern | 21 %            |
| 4.   | Sachsen-Anhalt         | 20 %            |
| 5.   | Brandenburg            | 19 %            |
| 6.   | Berlin                 | 13 %            |

## Filme
- Wer wir sind – Die DNA des Ostens (MDR 2021)
  - Die DNA des Ostens, MDR 2021[28]
  - Warum der Osten anders wählt
  - Warum die Ostwirtschaft so anders is
  - Wer bezahlt den Preis der Einheit?
  - Wie die Treuhand den Osten westdeutsch machte
  - Wie Macher und Glücksritter in den Osten kamen
  - Wie russisch denkt der Osten?
  - Geboren im Osten – Generation Mauerbau
  - Was den Osten anders macht